# واين ويلسون
واين ويلسون هاريس (بالإسبانية: Whayne Wilson)‏ (مواليد 7 سبتمبر 1975 في ليمون - 18 مايو 2005) لاعب كرة قدم كوستاريكي دولي كان يجيد اللعب في خط الهجوم. توفي ويلسون في 18 مايو 2005 عندما اصطدمت سيارته بشاحنة على طريق سريع على طول الساحل الكاريبي لكوستاريكا. خلف وراءه أربع بنات صغار.

## روابط خارجية
- واين ويلسون على موقع الاتحاد الدولي (مؤرشف)  (الإنجليزية)
- واين ويلسون على موقع قاعدة بيانات كرة القدم.إي يو (الإنجليزية)
- واين ويلسون على موقع ناشيونال فوتبول تيمز (الإنجليزية)
- واين ويلسون على موقع Soccerway.com (الإنجليزية)
- واين ويلسون على موقع أوليمبيديا (الإنجليزية)